# Albisola Superiore
Albisola Superiore (im Ligurischen: D’âto d’Arvissêua) ist eine italienische Gemeinde (comune) mit 9597 Einwohnern (Stand 31. Dezember 2023) in der Provinz Savona, Region Ligurien.  Zusammen mit Albissola Marina ist die Kleinstadt bekannt für ihre Keramikprodukte.
Der Unterschied des Namens zum benachbarten Albissola Marina – welches mit zwei „s“ geschrieben wird – geht zurück auf einen Schreibfehler durch die Heraldik des Königreichs Italien (Consulta Araldica del Regno d'Italia) für die Gewährung des neuen Wappens für Albissola im Jahr 1915.

## Geographie
Das Kerngebiet von Albisola Superiore ist in zwei Teile gespalten. Oberhalb der Bahnlinie, ein Kilometer vom Ligurischen Meer entfernt, liegt der Hauptort Albisola Superiore. Unterhalb hingegen liegt der ursprüngliche Stadtkern, der auch Il Capo oder Albisola Capo genannt wird. Dort liegt ebenfalls die Siedlung Ellera. Die mittlere Entfernung zur Provinzhauptstadt Savona beträgt fünf Kilometer.
Erwähnenswert ist die Lage eines Viertels von Albisola Capo, das sich einige Dezimeter unterhalb des Meeresspiegels befindet. Von Albisola Capo führt eine breite Promenade entlang eines Sandstrandes bis nach Albissola Marina.
Seit 2004 wurde Albisola Superiore jährlich in Folge die Blaue Flagge zuerkannt, welche eine besonders hohe Qualität des Strandes auszeichnet. Die Stadt ist ebenfalls Inhaber der Bandiera Verde und gehört zur Comunità Montana del Giovo sowie zur Associazione Italiana Città della Ceramica (zu deutsch: Italienische Vereinigung der Keramikstädte).

## Persönlichkeiten
- Giuliano della Rovere (1443–1513), Papst Julius II. (1503–1513)
- Giovanni della Rovere (1457–1501), Präfekt von Rom, Herr von Senigallia Herzog von Sora und Arce (1475–1501)
- Maria Josepha Rossello (1811–1880), Ordensgründerin und Heilige der römisch-katholischen Kirche
- Tullio d’Albisola (1899–1971), Keramiker und Bildhauer